# Distretto di Karatay
Il distretto di Karatay (in turco Karatay ilçesi) è uno dei distretti della provincia di Konya, in Turchia. Parte del distretto è compresa nel comune metropolitano di Konya.